# Giovanni Battista Crescenzi
Giovanni Battista Crescenzi (Roma, 17 de gener de 1577 - Madrid, 17 de març de 1635), marquès de la Torre, conegut a Espanya com a Juan Bautista Crescenci o Juan Bautista Crescenzi, va ser un pintor i arquitecte italià del Barroc primerenc, actiu a Roma i establert a la cort espanyola des de 1617, on va ajudar a decorar el Panteó de Reis a L'Escorial.
Els Crescenzi eren una antiga i prominent família romana. El seu germà era cardenal. Giovanni es va casar amb Anna Massima i el seu fill, Alessandro Agostino, va prendre la carrera eclesiàstica, i fou nomenat cardenal en 1675. Diversos membres de la família van ser també cardenals.
Va estudiar pintura amb Cristoforo Roncalli. Crescenzi va aconseguir rellevància com a artista durant el pontificat del papa Pau V, i fou Superintendent d'Obres a la Capella Paulina de la Basílica de Santa Maria Major a Roma, supervisant també els projectes artístics encarregats pel papa.
En 1617 va atendre la crida del rei Felip III i va acudir a Madrid. Des de 1620, la seva tasca fonamental va tenir lloc a El Escorial, on va projectar i va decorar el Panteó de Reis. Va ser el successor de Felip III, Felip IV, qui li va atorgar, en reconeixement de la seva tasca com a artista, el marquesat de la Torre i el va nomenar cavaller de Santiago. Va ocupar també el càrrec de superintendent de la Junta d'Obres i Boscos. Com a pintor es va especialitzar en la realització de flors.
Com superintendent de les obres reals, el paper de Crescenzi va ser molt rellevant en el projecte del Buen Retiro. Durant un temps, també li va ser atribuïda la Presó de la Cort de Madrid (actual Palau de Santa Cruz, seu del Ministeri d'Afers Exteriors d'Espanya).